# Chymotrypsin-C
Chymotrypsin C, còn gọi là caldecrin hay elastase 4 là enzyme ở người được mã hóa bởi gen CTRC.

## Chức năng
Chymotrypsin C là thành viên của họ S1 peptidase. Protein mã hóa là một yếu tố hạ calci huyết thanh có hoạt tính protease giống chymotrypsin.